# Antiressonància
En la física dels oscil·ladors acoblats, l'antiressonància, per analogia amb la ressonància, és un mínim pronunciat en l'amplitud d'un oscil·lador a una freqüència determinada, acompanyat d'un gran i brusc desplaçament en la seva fase d'oscil·lació. Aquestes freqüències es coneixen com a freqüències antiressonants del sistema, i a aquestes freqüències l'amplitud d'oscil·lació pot baixar fins a gairebé zero. Les antiressonàncies són causades per interferències destructives, per exemple entre una força motriu externa i la interacció amb un altre oscil·lador.
Les antiressonàncies poden ocórrer en tot tipus de sistemes d'oscil·ladors acoblats, inclosos els sistemes mecànics, acústics, electromagnètics i quàntics. Tenen aplicacions importants en la caracterització de sistemes acoblats complicats.
El terme antiressonància s'utilitza en enginyeria elèctrica per a una forma de ressonància en un sol oscil·lador amb efectes similars.

## Antiressonància en enginyeria elèctrica
En enginyeria elèctrica, l'antiresonància és la condició per a la qual la reactància s'esvaeix, però la impedància resistiva d'un circuit elèctric és tanmateix molt alta, s'acosta a l'infinit.
En un circuit elèctric format per un condensador i un inductor en paral·lel, l'antiressonància es produeix quan la tensió de línia de corrent altern i el corrent resultant estan en fase. En aquestes condicions, el corrent de línia és molt petit a causa de l'alta impedància elèctrica del circuit paral·lel en antiressonància. Els corrents de branca són gairebé iguals en magnitud i oposades en fase.

## Antiressonància en oscil·ladors acoblats

Amplitud i fase en estat estacionari de dos oscil·ladors harmònics acoblats en funció de la freqüència.

El sistema més simple en què sorgeix l'antiressonància és un sistema d'oscil·ladors harmònics acoblats, per exemple circuits de pèndola o RLC.
Considereu dos oscil·ladors harmònics acoblats amb la força g i amb un oscil·lador impulsat per una força externa oscil·lant F. La situació es descriu mitjançant les equacions diferencials ordinàries acoblades
{\displaystyle {\begin{aligned}{\ddot {x}}_{1}+2\gamma _{1}{\dot {x}}_{1}-2g\omega _{1}x_{2}+\omega _{1}^{2}x_{1}&=2F\cos \omega t\\{\ddot {x}}_{2}+2\gamma _{2}{\dot {x}}_{2}-2g\omega _{2}x_{1}+\omega _{2}^{2}x_{2}&=0\end{aligned}}}
on els ωi representen les freqüències de ressonància dels dos oscil·ladors i els γi les seves taxes d'amortiment. Canvi de variables als paràmetres complexos :
{\displaystyle {\begin{aligned}\alpha _{1}&=\omega _{1}x_{1}+i{\frac {p_{1}}{m_{1}}}\\\alpha _{2}&=\omega _{2}x_{2}+i{\frac {p_{2}}{m_{1}}}\end{aligned}}}
ens permet escriure aquestes com a equacions de primer ordre:
{\displaystyle {\begin{aligned}{\dot {\alpha }}_{1}&=i\omega _{1}\alpha _{1}-\gamma _{1}(\alpha _{1}-\alpha _{1}^{*})-ig{\tfrac {\omega _{1}}{\omega _{2}}}(\alpha _{2}+\alpha _{2}^{*})+iF(e^{i\omega t}+e^{-i\omega t})\\{\dot {\alpha }}_{2}&=i\omega _{2}\alpha _{2}-\gamma _{2}(\alpha _{2}-\alpha _{2}^{*})-ig{\tfrac {\omega _{2}}{\omega _{1}}}(\alpha _{1}+\alpha _{1}^{*})\end{aligned}}}

on hem introduït les desintonitzacions Δi = ω − ωi entre les freqüències de ressonància de l'accionament i dels oscil·ladors. Finalment, fem una aproximació d'ona giratòria, descuidant els termes de contra-rotació ràpida proporcionals a e2iωt, que promedian a zero en les escales de temps que ens interessen (aquesta aproximació suposa que ω + ωi ≫ ω − ωi, que és raonable per a intervals de freqüència reduïts al voltant de les ressonàncies). Així obtenim:
{\displaystyle {\begin{aligned}{\dot {\alpha }}_{1}&=i(\Delta _{1}+i\gamma _{1})\alpha _{1}-ig{\tfrac {\omega _{1}}{\omega _{2}}}\alpha _{2}+iF\\{\dot {\alpha }}_{2}&=i(\Delta _{2}+i\gamma _{2})\alpha _{2}-ig{\tfrac {\omega _{2}}{\omega _{1}}}\alpha _{1}\end{aligned}}}

Animació que mostra l'evolució del temps fins a l'estat estacionari antiressonant de dues pèndules acoblades. La fletxa vermella representa una força motriu que actua sobre el pèndol esquerre.

Sense amortiment, conducció o acoblament, les solucions d'aquestes equacions són:
{\displaystyle \alpha _{i}(t)=\alpha _{i}(0)e^{i\Delta t}}
que representen una rotació en el pla complex α amb freqüència angular Δ.
La solució d'estat estacionari es pot trobar configurant {\displaystyle {\dot {\alpha }}_{1}={\dot {\alpha }}_{2}=0}, que dóna:
{\displaystyle {\begin{aligned}\alpha _{1,ss}&={\frac {-F(\Delta _{2}+i\gamma _{2})}{(\Delta _{1}+i\gamma _{1})(\Delta _{2}+i\gamma _{2})-g^{2}}}\\\alpha _{2,ss}&={\frac {\omega _{2}}{\omega _{1}}}{\dfrac {-Fg}{(\Delta _{1}+i\gamma _{1})(\Delta _{2}+i\gamma _{2})-g^{2}}}\end{aligned}}}
Examinant aquestes solucions en estat estacionari en funció de la freqüència de conducció, és evident que ambdós oscil·ladors mostren ressonàncies (pics d'amplitud acompanyats de canvis de fase positius) a les dues freqüències de mode normal. A més, l'oscil·lador accionat mostra una caiguda pronunciada d'amplitud entre els modes normals que s'acompanya d'un canvi de fase negatiu. Aquesta és l'antiressonància. Tingueu en compte que no hi ha antiressonància en l'espectre de l'oscil·lador no impulsat; encara que la seva amplitud té un mínim entre els modes normals, no hi ha cap caiguda pronunciada ni canvi de fase negatiu.

## Aplicacions
Un resultat important en la teoria de les antiressonàncies és que es poden interpretar com les ressonàncies del sistema fixades en el punt d'excitació. Això es pot veure a l'animació del pèndol anterior: la situació antiressonant en estat estacionari és la mateixa que si el pèndol esquerre estigués fix i no pogués oscil·lar. Un corol·lari important d'aquest resultat és que les antiressonàncies d'un sistema són independents de les propietats de l'oscil·lador accionat; és a dir, no canvien si s'altera la freqüència de ressonància o el coeficient d'amortiment de l'oscil·lador accionat.
Aquest resultat fa que les antiressonàncies siguin útils per caracteritzar sistemes acoblats complexos que no es poden separar fàcilment en els seus components constitutius. Les freqüències de ressonància del sistema depenen de les propietats de tots els components i dels seus acoblaments, i són independents de quin sigui accionat. Les antiressonàncies, d'altra banda, depenen de tot, excepte del component que s'impulsa, per tant, proporcionen informació sobre com afecta el sistema total. En conduir cada component al seu torn, es pot obtenir informació sobre tots els subsistemes individuals, malgrat els acoblaments entre ells. Aquesta tècnica té aplicacions en enginyeria mecànica, anàlisi estructural i disseny de circuits quàntics integrats.
En enginyeria elèctrica, l'antirésonance s'utilitza en trampes d'ones, que de vegades s'insereixen en sèrie amb antenes de receptors de ràdio per bloquejar el flux de corrent altern a la freqüència d'una estació interferent, alhora que permeten el pas d'altres freqüències.
En els sistemes nanomecànics, els espectres de banda lateral d'un mode no lineal impulsat amb la seva freqüència pròpia modulada a una freqüència baixa (<1 kHz) mostra formes de línia antiressonància destacades en l'espectre de potència, que es poden controlar mitjançant l'estat de vibració. La freqüència antiressonància es pot utilitzar per caracteritzar la fluctuació tèrmica i el paràmetre de compressió del sistema no lineal.